# Metairie

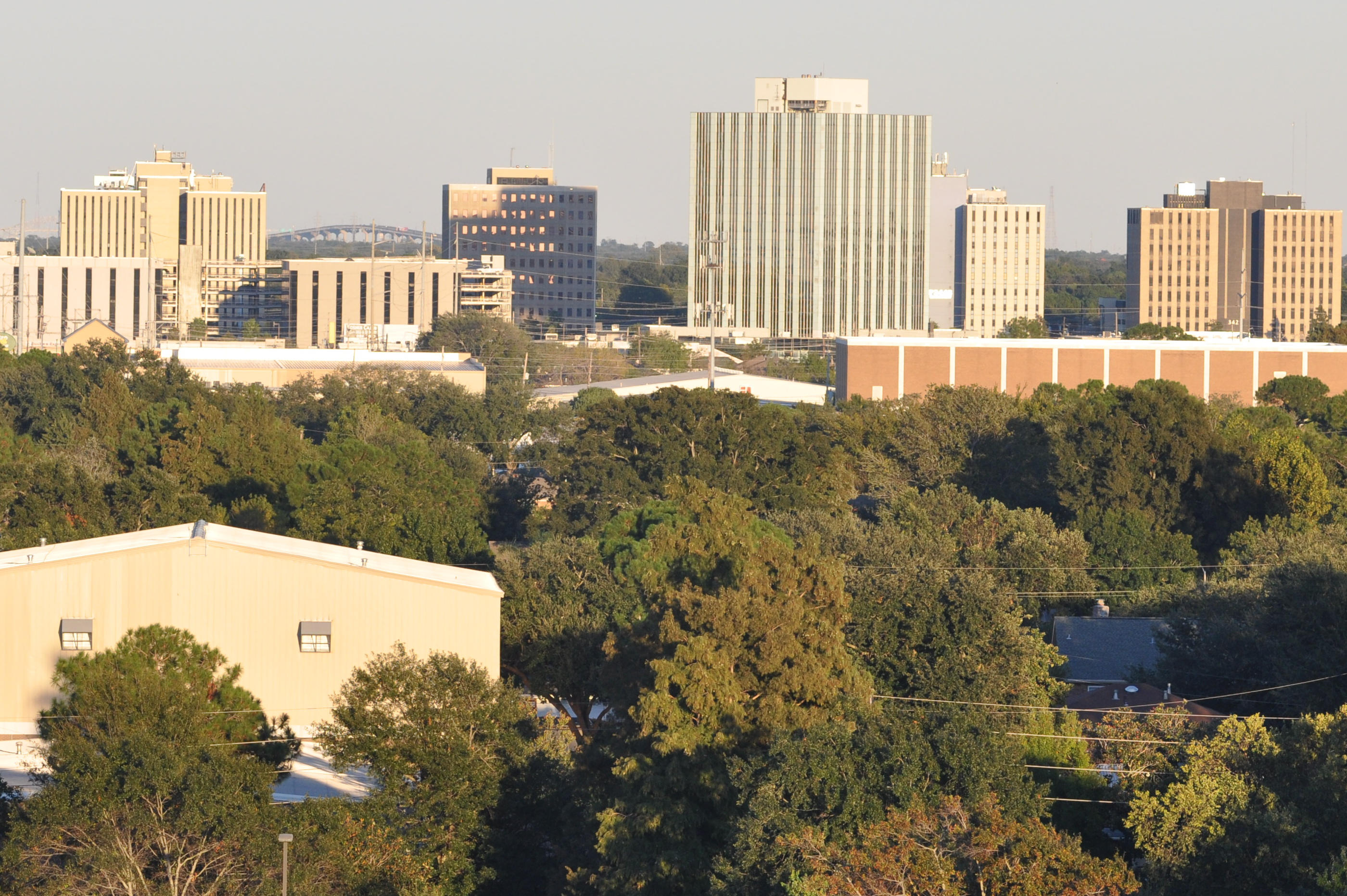
De skyline van Metairie

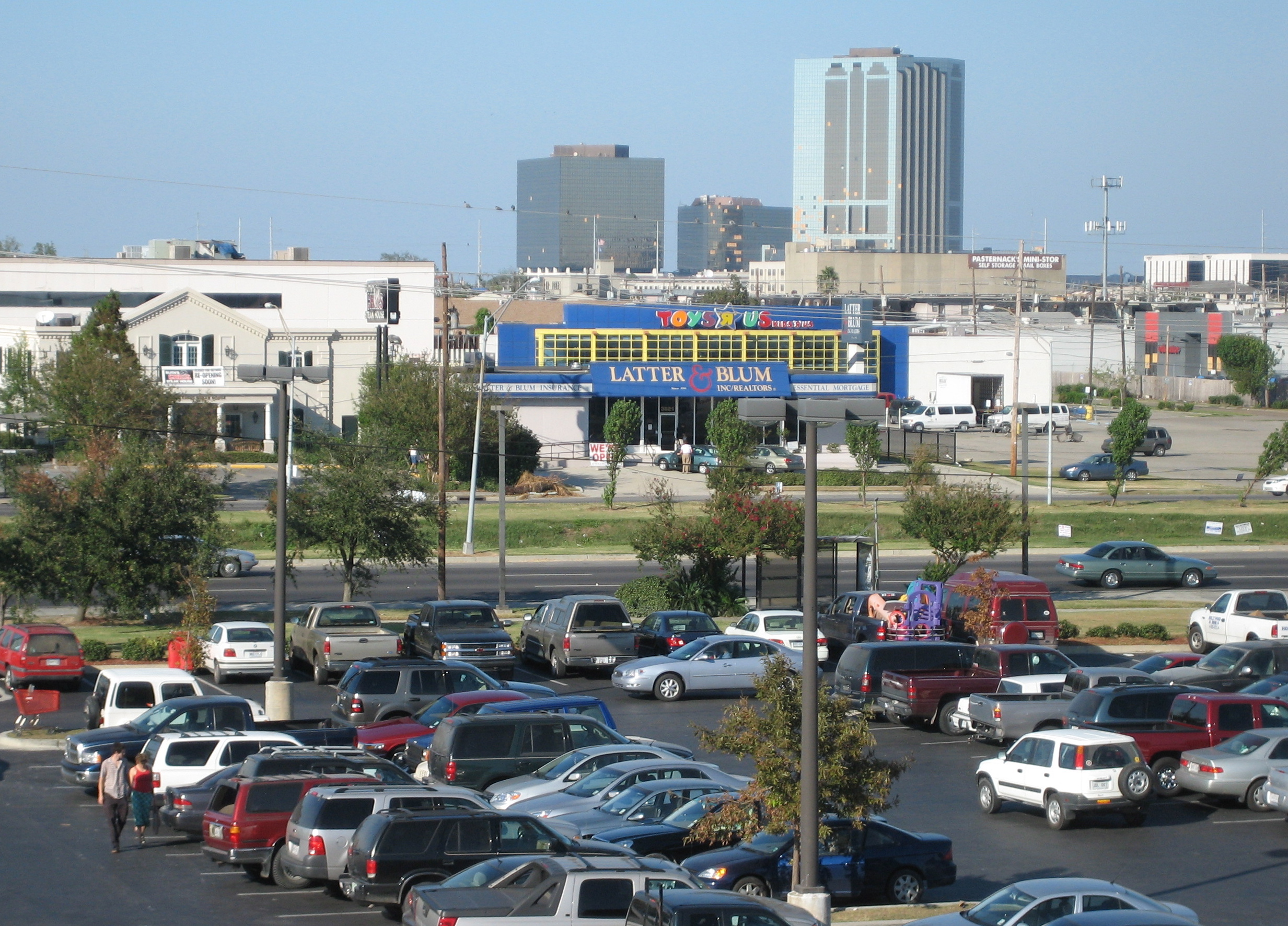
Veterans Boulevard, Metairie

Metairie is een plaats in de Amerikaanse staat Louisiana, en valt bestuurlijk gezien onder Jefferson Parish.

## Demografie
Bij de volkstelling in 2000 werd het aantal inwoners vastgesteld op 146.136. Daarmee is Metairie de grootste plaats van Jefferson Parish, terwijl Gretna de officiële hoofdplaats is. Metairie is officieel geen stad, maar een census-designated place. In feite is het een voorstad van New Orleans.

## Geografie
Volgens het United States Census Bureau beslaat de plaats een oppervlakte van
60,2 km², waarvan 60,1 km² land en 0,1 km² water.

## Plaatsen in de nabije omgeving
De onderstaande figuur toont nabijgelegen plaatsen in een straal van 8 km rond Metairie.

## Geboren
- Ellen DeGeneres (1958), actrice en presentatrice
- Graham Patrick Martin (1991), acteur
- Ashley Scott (1977), actrice en model